# Bóg się rodzi

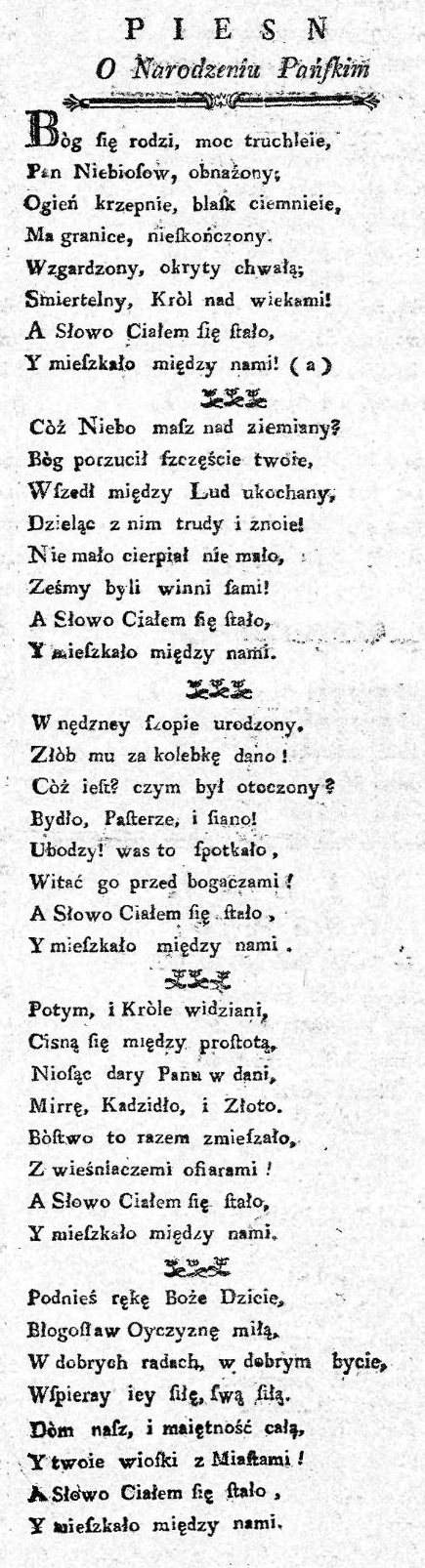
Text písně

Bóg się rodzi (původním názvem Pieśń o Narodzeniu Pańskim) je jedna z nejznámějších a nepopulárnějších polských koled.
Autorem textu je Franciszek Karpiński; publikován byl ve sbírce Pieśni nabożne z roku 1792. Byla zpívána na různé melodie, v současnosti se ustálilo použití polonézové melodie nejistého původu. Text odkazující na prolog Janova evangelia („...Slovo se stalo tělem...“) s mnohými oxymorony uzavírá prosba o požehnání vlasti. Je proto v Polsku vnímána i jako národní píseň.